# Vitriol (album)
Vitriol è il primo album del gruppo musicale symphonic folk metal Evenoire. È stato pubblicato dalla Scarlet Records nel 2012.
Il brano Misleading paradise vede la partecipazione di Gaby Koss.

## Tracce
1. Vitriol
2. Days of the Blackbird
3. Misleading Paradise
4. Forever Gone
5. The Prayer
6. Girl by the Lake
7. Minstrel of Dolomites
8. Alchimia
9. Wise King

### Tracce bonus per l'edizione giapponese
1. I Will Stay
2. Mirror Lies